# Ambasciatori prussiani nel Baden
L'ambasciatore prussiano nel Baden era il primo rappresentante diplomatico della Prussia nel granducato di Baden (già elettorato, già margraviato di Baden).
Le relazioni diplomatiche iniziarono ufficialmente nel 1787.

## Regno di Prussia
...
- 1815–1819: Karl August Varnhagen von Ense (1785–1858)
- 1819–1823: Johann Emanuel von Küster (1764–1833)
- 1823–1842: Friedrich von Otterstedt (1769–1850)
- 1842–1848: Joseph von Radowitz (1797–1853)
- 1848–1850: Siegmund von Arnim (1813–1890)
- 1850–1859: Karl Friedrich von Savigny (1814–1875)
- 1859–1884: Albert von Flemming (1813–1884)
- 1884–1914: Karl von Eisendecher (1841–1934)
- 1914–1918: vacante

1918: Chiusura dell'ambasciata